# Anguis cephalonnica
Anguis cephalonnica é uma espécie de lagarto da família Anguidae.
Apenas pode ser encontrada no seguinte país: Grécia.
Os seus habitats naturais são: florestas temperadas, matagal de clima temperado, matagais mediterrânicos, campos de gramíneas de clima temperado, terras aráveis, pastagens, plantações e jardins rurais.